# Hans Hobelsberger
Hans Hobelsberger (* 1960) ist ein deutscher römisch-katholischer Pastoraltheologe, Hochschullehrer und Rektor der Katholischen Hochschule Nordrhein-Westfalen.

## Leben
Hobelsberger studierte Theologie und Pädagogik an der Universität Regensburg. Von 1987 bis 1990 war er Assistent am Lehrstuhl für Pastoraltheologie an der Theologischen Fakultät der Universität Regensburg. Seit 1991 war er Referent für Jugendpastorale Bildung an der Arbeitsstelle für Jugendseelsorge der Deutschen Bischofskonferenz. 2006 promovierte er bei Konrad Baumgartner an der Universität Regensburg zum Dr. theol.
Er war bis 2016 Professor für pastorale Theologie an der Katholischen Hochschule Nordrhein-Westfalen, Abteilung Paderborn und erfüllte dort ebenfalls die Aufgabe des Dekans. Im Jahr 2016 übernahm er von Peter Berker die Aufgabe des Rektors der KatHO NRW.
Er ist verheiratet mit der SPD-Politikerin Karin Kortmann.

### Mitarbeit in Redaktionen und Gremien
- Lebendiges Zeugnis: Schriftleitung seit 2011
- Sozialinstitut Kommende Dortmund, wissenschaftlicher Berater des Stiftungs-Vorstands

## Werke (in Auswahl)

### Publikationen in Buchform
- Jugendpastoral des Engagements. Eine praktisch-theologische Reflexion und Konzeption des sozialen Handelns Jugendlicher (= Studien zur Theologie und Praxis der Seelsorge, Band 67), Echter, Würzburg 2006,  (zugleich Hochschulschrift Regensburg, Univ., Diss., 2006), ISBN 978-3-429-02832-9.
- (Hrsg.), Paul Hüster (Hrsg.), Andreas Hellwig (Hrsg.), Christliche Organisationskultur prägen. Ansätze im kirchlichen Gesundheitswesen. Lambertus, Freiburg i.Br., ISBN 978-3-7841-2880-1.

### Beiträge in Sammelwerken
- Erlebnis und Struktur. Überlegungen zur „Eventisierung“ kirchlicher Jugendarbeit, in: Erich Garhammer (Hrsg.): Provokation Seelsorge. Wegmarkierungen heutiger Pastoraltheologie (= Festschrift Konrad Baumgartner), Freiburg im Breisgau, Basel,  Wien, 2000, ISBN 978-3-451-27344-5, S. 220–236.
- Zurück in die Zukunft Die bleibende Bedeutung des Synodenbeschlusses „Ziele und Aufgaben kirchlicher Jugendarbeit“, in: Reinhard Feiter, Richard Hartmann, Joachim Schmiedl (Hrsg.): Die Würzburger Synode. Die Texte neu gelesen (= Europas Synoden nach dem Zweiten Vatikanischen Konzil, Band 1), Herder, Freiburg Br. Basel, Wien 2013, ISBN 978-3-451-30713-3, S. 111–128.
- Stadtmission – praktisch-theologische Überlegungen, in: Markus-Liborius Hermann, Hubertus Schönemann (Hrsg.): Evangelium. Stadt. Kirche. Stadt- und Gemeindemissionen im säkularen Umfeld, Regensburg 2014, ISBN 978-3-7917-2624-3, S. 133–152.
- Innere Leitbilder von Akteuren im Krankenhaus in Medizin und Pflege, in: Paul Hüster, Hans Hobelsberger, Andreas Hellwig (Hrsg.): Christliche Organisationskultur prägen. Ansätze im kirchlichen Gesundheitswesen. Lambertus, Freiburg i.Br., ISBN 978-3-7841-2880-1, S. 49–86.

### Vorträge und Präsentationen
- Allen Menschen zum Nächsten werden. Pastorale Orte und Gelegenheiten, in: Bischöfliches Generalvikariat Münster. Hauptabteilung Seelsorge-Personal (Hrsg.): Organisationsentwicklung in der Pfarrei. Theologische Reflexion und praktische Umsetzung. Dokumentation der Studientagung für Mitarbeiter in der Pfarrseelsorge, Gemeindeberater und Supervisoren, Münster 2013, S. 4–18.[2]
- Dienst einander, jeder mit der Gabe ... . Präsentation zur Fachtagung, in: Bischöfliches Generalvikariat Münster. Hauptabteilung Seelsorge-Personal (Hrsg.): Organisationsentwicklung in der Pfarrei. Theologische Reflexion und praktische Umsetzung. Dokumentation der Studientagung für MitarbeiterInnen in der Pfarrseelsorge, GemeindeberaterInnen und SupervisorInnen, Münster 2013, S. 19–32 (online verfügbar s. o.).
- Damit Kirche vor Ort bleibt. Herausforderungen und Chance pastoraler Räume. St. Hedwig Heepen, Pfarrverbund Bielefeld Ost, Bielefeld 2014[3]